# Пагава, Акакий Несторович
Акакий Несторович Пагава (1887—1962) — грузинский советский театральный режиссёр, театровед и театральный педагог, народный артист Грузинской ССР (1962).

## Биография
С 1908 по 1914 год работал в МХТ на должности помощника режиссёра, по возвращении в Грузию в 1915 году был режиссёром в театрах Кутаиси, Батуми и Тбилиси.
Участвовал в создании драматической труппы на основании которой впоследствии был организован театр имени Шота Руставели.
В 1922 году организовал и возглавил драматическую студию. Среди учеников Акакия Пагавы Сесиль Такаишвили, Акакий Хорава, Васо Годзиашвили, Тамара Чавчавадзе.

## Постановки в театре
- 1920 — «Отелло» Шекспира
- 1921 — «Тартюф» Мольера
- 1937 — «Витязь в тигровой шкуре» Руставели